# Over My Head (Cable Car)
„Over My Head (Cable Car)” (pierwotnie „Cable Car”) – ballada rockowa grupy The Fray, pochodząca z jej debiutanckiego albumu How to Save a Life. We wrześniu 2005 roku została wydana jako pierwszy singel zespołu. Jedynie w Wielkiej Brytanii piosenka została wydana jako drugi singel z tego albumu. Utwór cieszył się dużą popularnością na listach przebojów w wielu krajach, plasując się w m.in. czołowej dziesiątce Billboard Hot 100. Singel dostępny jest wyłącznie cyfrowo. Zdarzyło się jednak, iż fani na koncercie grupy 17 grudnia 2004 roku otrzymali singel na płycie CD, która prócz „Over My Head (Cable Car)” zawierała piosenkę „Heaven Forbid” oraz nagrany na żywo utwór „Hundred”.
Autorem piosenki jest Isaac Slade, wokalista grupy. Opowiada ona o jego relacjach z bratem Calebem, zwanym „Cable Car”, skąd wzięła się część tytułu utworu. „Over My Head (Cable Car)” powstała po tym, gdy Caleb opuścił The Fray, co było wynikiem narastających nieporozumień i konfliktów między braćmi. Złe relacje między Isaacem i Calebem stały się inspiracją do stworzenia utworu.

## Lista utworów
Wersja 1.
1. „Over My Head (Cable Car)”
2. „Over My Head (Cable Car)” (wersja akustyczna)

Wersja 2.
1. „Over My Head (Cable Car)”
2. „Over My Head (Cable Car)” (wersja akustyczna)
3. „Heaven Forbid” (wersja na żywo)
4. „Over My Head (Cable Car)” (wersja CD-Rom)

## Sukces komerycjny
Do 8 października 2005 roku piosenka została kupiona cyfrowo 1’300’000 razy, co pokryło singel platyną. 13 lipca 2006 roku „Over My Head…” stała się piątą na liście najczęściej ściąganych piosenek 2006 roku. Utwór został wydany na składance Now! 22, która zadebiutowała na szczycie Billboard 200. Piosenka pojawiła się także na ścieżce dźwiękowej filmu Niewidzialny. Utwór został wykorzystany jako tło muzyczne reklamy serialu What About Brian w Australii. „Over My Head…” na stałe zagościła na antenach stacji radiowych skierowanych do słuchaczy dorosłych, co przyniosło piosence miejsce w czołowej trójce na liście Hot Adult Top 40 Tracks oraz pozycję w pierwszej dziesiątce notowania Billboard Hot 100. Wytwórnia Epic, zaskoczona tak dużym sukcesem utworu w Stanach Zjednoczonych, postanowiła wydać singel w innych krajach. Tym samym ukazał się on w Australii i Nowej Zelandii, gdzie odniósł umiarkowany sukces zajmując miejsca w Top 30 list przebojów, w Wielkiej Brytanii, gdzie uplasował się w Top 20, a także w Niemczech, gdzie uplasował się w Top 100. Mimo iż w Australii singel pokrył się złotem, najwyższym miejscem, jakie udało mu się zająć w tamtejszych notowaniach była pozycja #22. Na początku 2007 roku piosenka stała się popularna w Holandii.

## Wideoklip
Teledysk do „Over My Head (Cable Car)” został nakręcony 24 lipca 2005 roku w East High School w Denver oraz w Fox Theatre w Boulder, a za jego reżyserię odpowiedzialny był Elliott Lester. Wideoklip ukazuje członków zespołu jako dzieci, które próbują skupić na sobie uwagę innych dzieci, grając na różnych instrumentach. W rolę Isaaca wcielił się jego najmłodszy brat Micah Slade. Mimo iż teledysk nie był często emitowany przez MTV, uplasował się on na miejscu 2. listy Top 20 Countdown muzycznej stacji telewizyjnej VH1. Ten sam kanał umieścił wideoklip „Over My Head (Cable Car)” na pozycji 8. w zestawieniu 40 najlepszych teledysków 2006 roku.

## Pozycje na listach
| Lista (2006)                     | Pozycja |
| -------------------------------- | ------- |
| US Adult Top 40                  | 2       |
| Brazilian Hot 100                | 5       |
| US Top 40 Mainstream             | 5       |
| US Billboard Hot 100             | 8       |
| US Billboard Pop 100             | 8       |
| US Adult Contemporary Recurrants | 10      |
| Canada Airplay Chart             | 11      |
| US Adult Contemporary            | 15      |
| Spanish Los 40 principales       | 18      |
| UK Singles Chart                 | 19      |
| Dutch Top 40                     | 20      |
| US Hot Ringtones                 | 20      |
| Australian ARIA Singles Chart    | 22      |
| World Singles                    | 24      |
| Irish Singles Chart              | 25      |
| New Zealand Singles Chart        | 25      |
| US Modern Rock                   | 37      |
| Germany Singles Top 100          | 83      |
| Swiss Singles Top 100            | 96      |
| Eurochart                        | 141     |